# Friedhof II der Sophiengemeinde Berlin

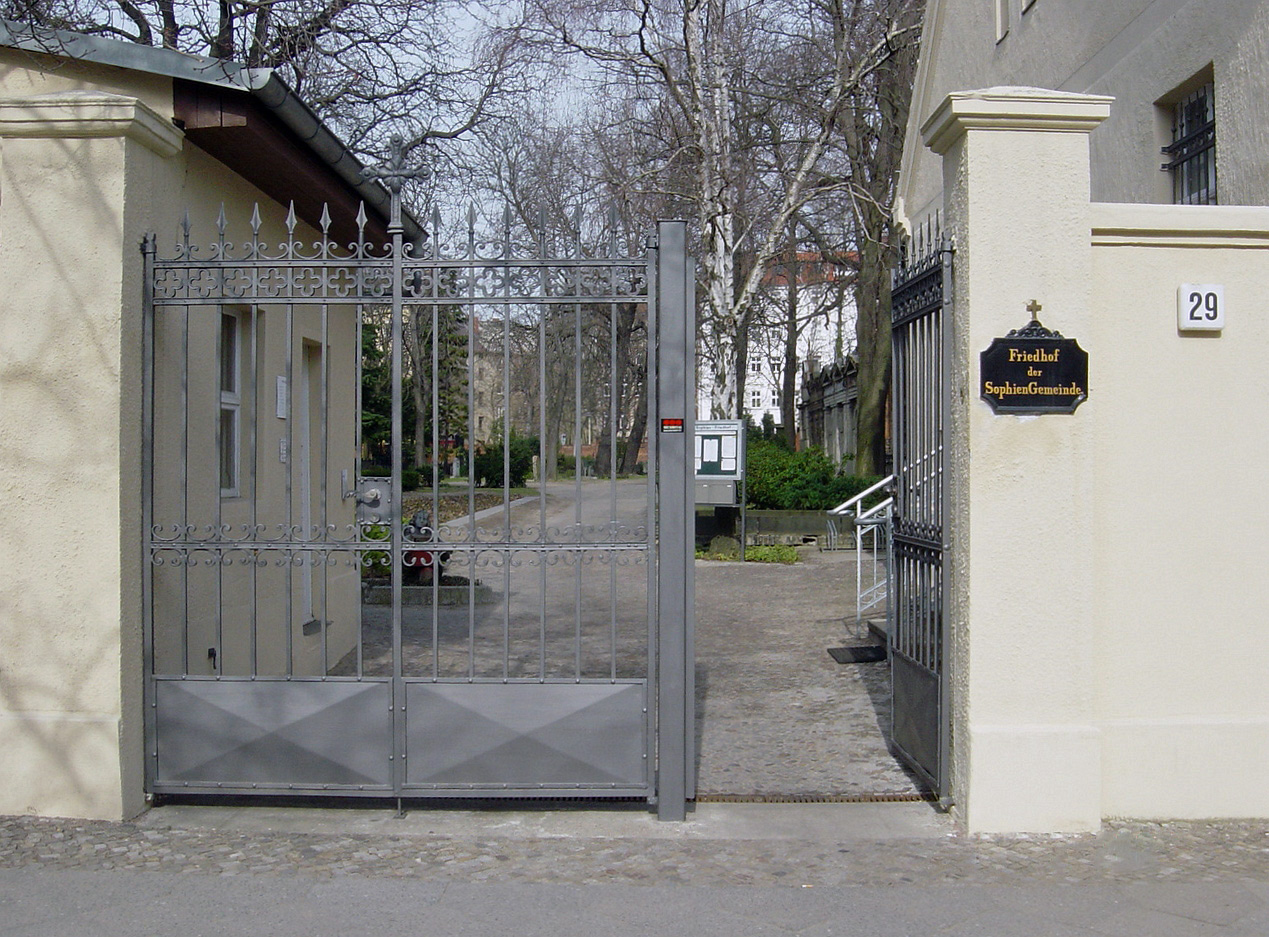
Haupteingang des II. Sophien-Friedhofs

Der II. Sophien-Friedhof ist ein Begräbnisplatz der Sophienkirche in Berlin-Mitte. Sein Haupteingang befindet sich in der Bergstraße 29, ebenfalls Berlin-Mitte. Entsprechend der Liste des Senats handelt es sich um einen Alleequartierfriedhof mit einer Fläche von 64.621 m². Er befindet sich im Karree zwischen der Berg-, Bernauer, Acker-, Invalidenstraße.

## Geschichte
Die Sophiengemeinde hatte ihren ersten Kirchhof 1713 gegründet. Dieser lag direkt an der Sophienkirche auf Stadtgebiet. Ein weiterer Friedhof wurde 1798 vor dem Hamburger Tor auf dem Gelände südlich der heutigen Schröderstraße errichtet. Dieser befand sich bis 1875 in der Gartenstraße. Seit 1806 forderte das Allgemeines Landrecht, dass sich Friedhöfe außerhalb der bewohnten Gebiete befinden sollen. 1827 lag der Friedhof zu nah an den sich ausweitenden ersten Mietskasernen und so wurde ein dritter Friedhof benötigt. Die Stadt brauchte in den Gründerjahren das Gelände für die Verkehrsplanung. Auf Drängen und nach einem guten Angebot an die Stadt Berlin wurde der bisherige Begräbnisplatz verkauft, entwidmet und eingeebnet. 1888 wurde die alte, aufgelassene und nicht mehr pietätsbefangene Fläche mit der Ersten Berliner Volksbadeanstalt bebaut, einem Vorgängerbau des heutigen Stadtbad Mitte. Auf einem verbliebenen Streifen des abgeräumten Friedhofs befindet sich heute eine Grünanlage mit Kinderspielplatz.
Mit dem Erlös vom Geländeverkauf konnte sich die Gemeinde das größere Grundstück an der Bergstraße leisten. Für den neuen Friedhof nutzte sie weiterhin die Bezeichnung II. Sophien-Friedhof. 1852 wurde der neue Friedhof nach einem Entwurf des Architekten Rudolph Schröder erweitert und umgestaltet. 1865 wurde eine Sichtachse zum neu entstandenen Lazarus Kranken- und Diakonissenhaus geschaffen.
Die Grundstücksgrenze des Friedhofs entlang der Bernauer Straße befand sich 1961 beim Mauerbau am Nordrand von Mitte (sowjetischer Sektor), unmittelbar an der Grenze zum Bezirk Wedding (französischer Sektor). Wie die Wohnhäuser an dieser Straße wurde im Verlaufe der 1960er Jahre ein 50 Meter breiter Streifen als Friedhof entwidmet und für die zunehmende Schaffung der Grenzanlagen genutzt. In den Anfangsjahren der Mauerzeit war es noch möglich, mit Sondergenehmigung an Sonn- und Feiertagen die im östlichen Teil des gesperrten Bereichs gelegenen Gräber aufzusuchen. In gleichem Maße war auch der über die Ackerstraße benachbarte Kirchhof der Elisabethgemeinde betroffen.
Der Todesstreifen wurde nach der Wende an dieser Stelle beibehalten und ist Teil des Freilichtmuseums der Gedenkstätte Berliner Mauer an der Bernauer Straße.

## Friedhof II der Sophiengemeinde
Die Friedhofskapelle wurde um 1898 erbaut. Besonders zu erwähnen ist das Mosaik über dem Eingangsportal, gefertigt von der Firma Puhl & Wagner. Bemerkenswert sind die Wandgrabmale am Haupteingang in der Bergstraße, das Ensemble von sechs Mausoleen in der Mitte und die Begräbnisstätte der Diakonissen des Lazarus-Krankenhauses im hinteren Teil des Friedhofes. Der Friedhof II. der Sophien-Gemeinde ist mit Einfriedungsmauer, Grabstätten, Kapelle und Mausoleen als Gartendenkmal in der Berliner Denkmalliste aufgenommen.

## Weitere Friedhöfe der Sophiengemeinde
Sophienfriedhof I
Der Gottesacker direkt an der Sophienkirche. Er liegt an der Sophienstraße 2 in der Spandauer Vorstadt, Ortsteil Mitte und umfasst 6.422 m². Der Friedhof ist heute eine Parkanlage unter Beibehaltung einiger historischer Gräber. Dieser Friedhof ist ein Garten- und Baudenkmal des Landes Berlin und somit steht das gesamte Ensemble unter Denkmalschutz.

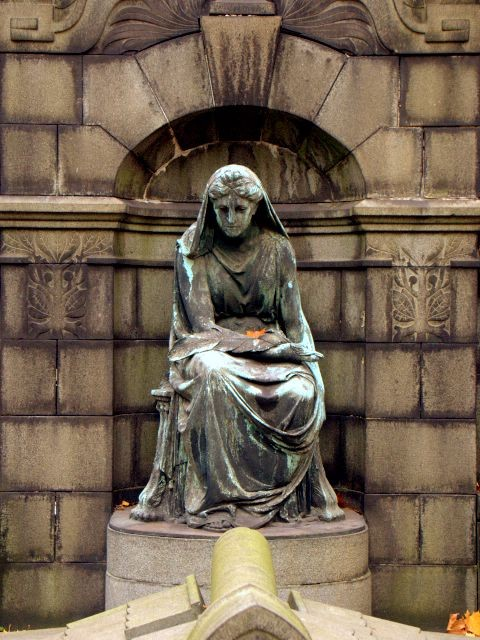
Grab von Carl Bechstein mit der Skulptur Trauernde Muse von Max Koch
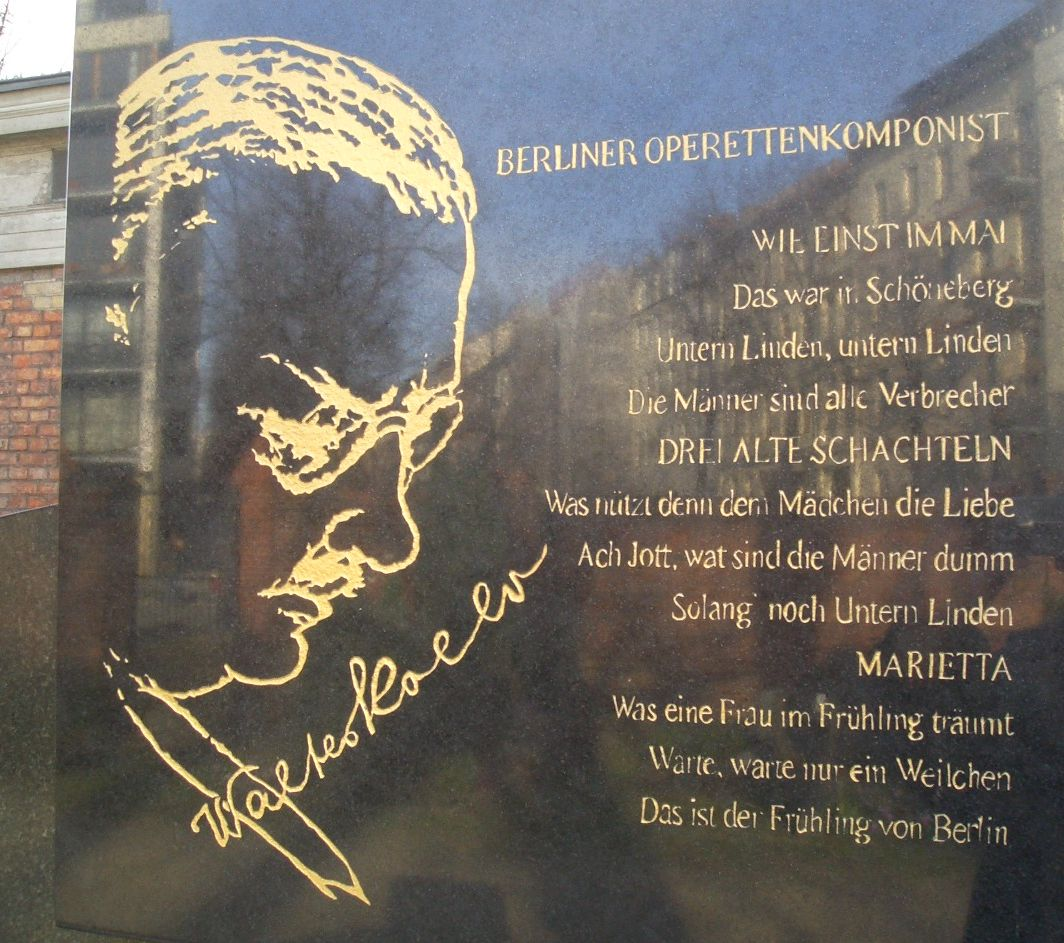
Walter Kollo (mit seinen bekanntesten Liedern)
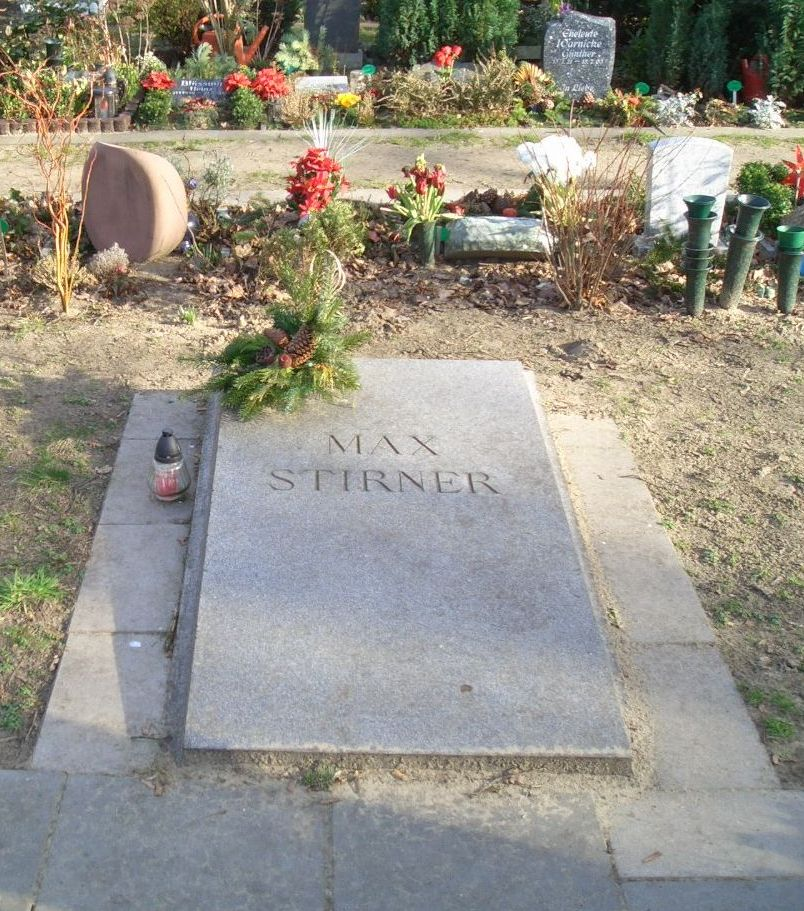
Max Stirner
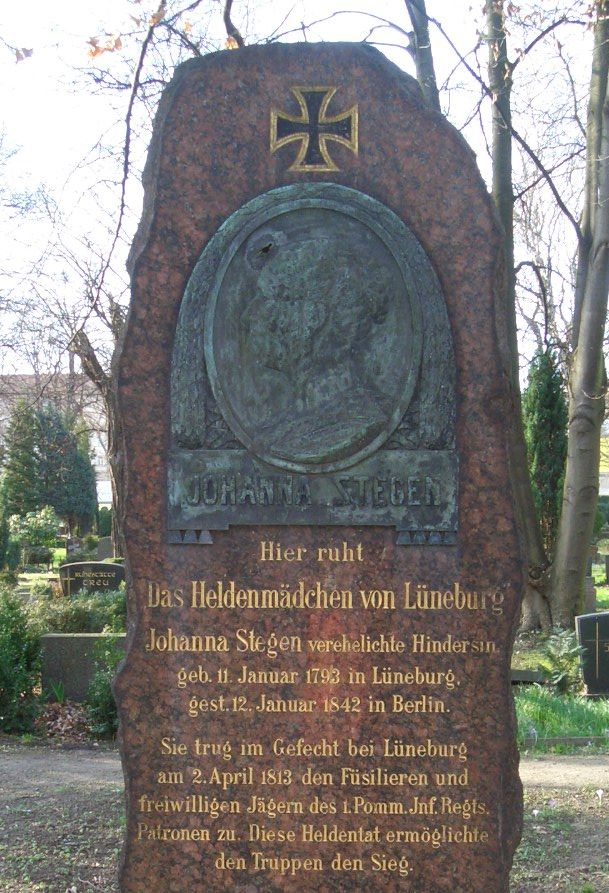
Johanna Stegen, das Heldenmädchen
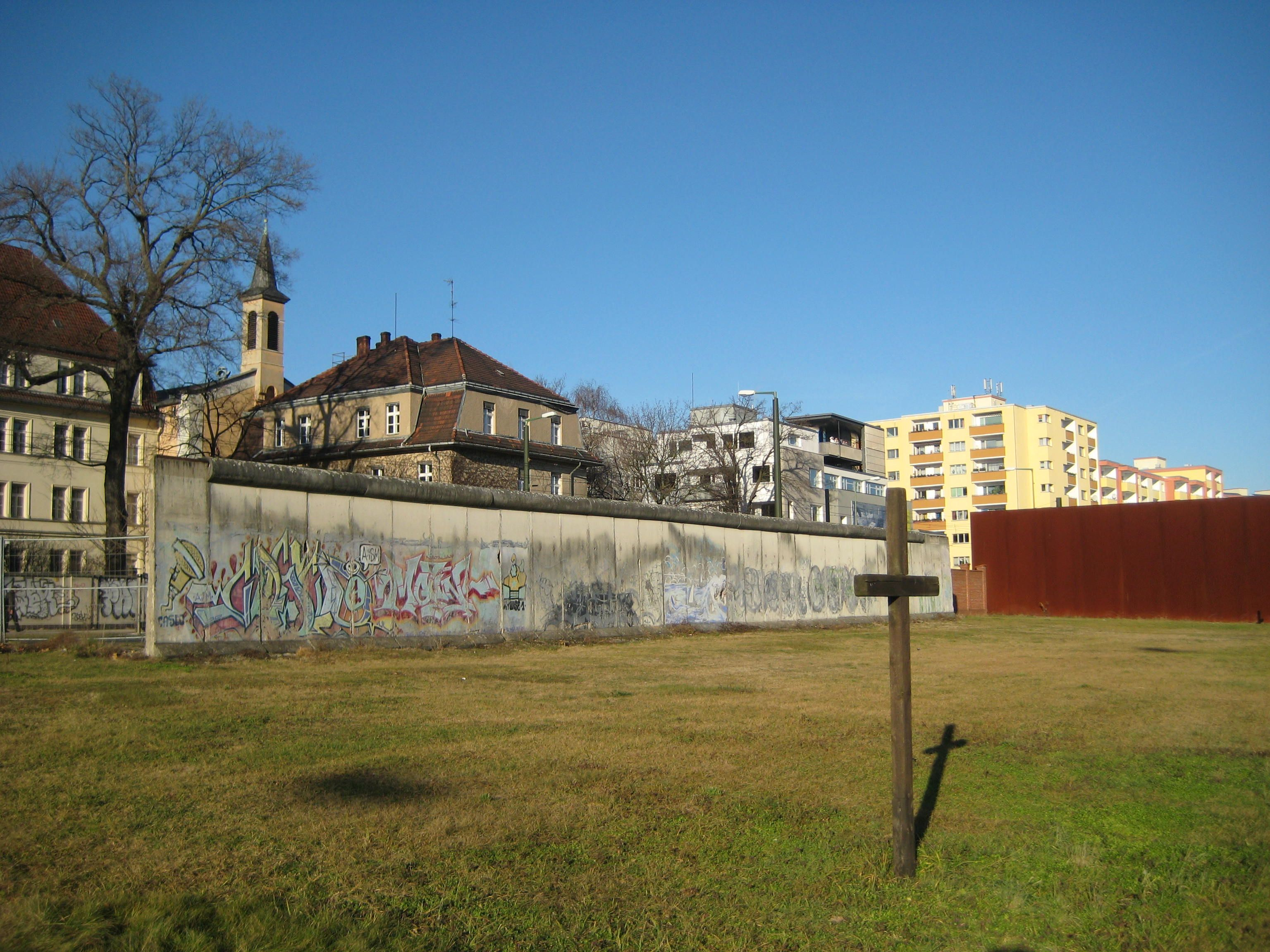
Mauerrest im abgeräumten Teil des Friedhofs

Sophienfriedhof III
Ein Alleequartierfriedhof von 55.286 m², in der Freienwalder Straße im Ortsteil Gesundbrunnen. Er ist nach einem engen geometrischen Raster angelegt, mit nach Nordosten ausgerichteten Hauptachsen, am Eingang steht die 1877–1878 erbaute Kapelle, ein gelber Backsteinbau ähnlich der Kapelle des benachbarten St.-Elisabeth-Kirchhofs II. Vermutlich nach einem Entwurf des Architekten Gustav Erdmann im neoklassizistischen Stil errichtet besitzt das Gebäude neben der Kapelle den Leichenraum und eine offene Vorhalle. Erbbegräbnisse waren an der westlichen Mauer benachbart dem St. Elisabeth-Kirchhof II, da die trennende Mauer entfernt wurde existiert nur noch das Erbbegräbnis der Familie Felix Lohmann von 1896 aus Sandstein. 1910 entstand das Mausoleum der Familie Stange, mit einer Granitverkleidung. Koordinaten: 52° 33′ 32″ N, 13° 23′ 38″ O
Auf den Friedhöfen der Sophiengemeinde und den verbundenen evangelischen Friedhöfen befinden sich umfangreiche Ehrenhaine für Opfer von Krieg und Gewaltherrschaft. Auf dem Sophienfriedhof II sind es 340 Einzelgräber und 287 Bestattete in einem Sammelgrab. Benachbart im Bezirk Mitte liegt der Elisabethfriedhof I mit 24 Einzelgräbern. Auch auf Sophien I befinden sich 33 Einzelgräber für Opfer. Im Stadtteil Gesundbrunnen liegen auf Friedhof Elisabeth II nochmals 655 Opfereinzelgräber und ein Sammelgrab für 78 Opfer. Hinzu kommen auf „Sophien III“ weitere 421 Einzel- und 10 Sammelgräber.
Am 1. Januar 1999 schlossen sich sechs Berliner Kirchengemeinden organisatorisch zusammen. Die Sophiengemeinde verwaltet nun auch deren Friedhöfe. Insbesondere der über die Ackerstraße benachbarte Elisabethfriedhof gehört hierzu, sowie die nun vereinigten Friedhöfe Sophien III in der Freienwalder Straße und Elisabeth-Friedhof II in der Wollankstraße. Der Elisabethfriedhof II mit einer Fläche von 115.562 m² ist dabei der größere von beiden.

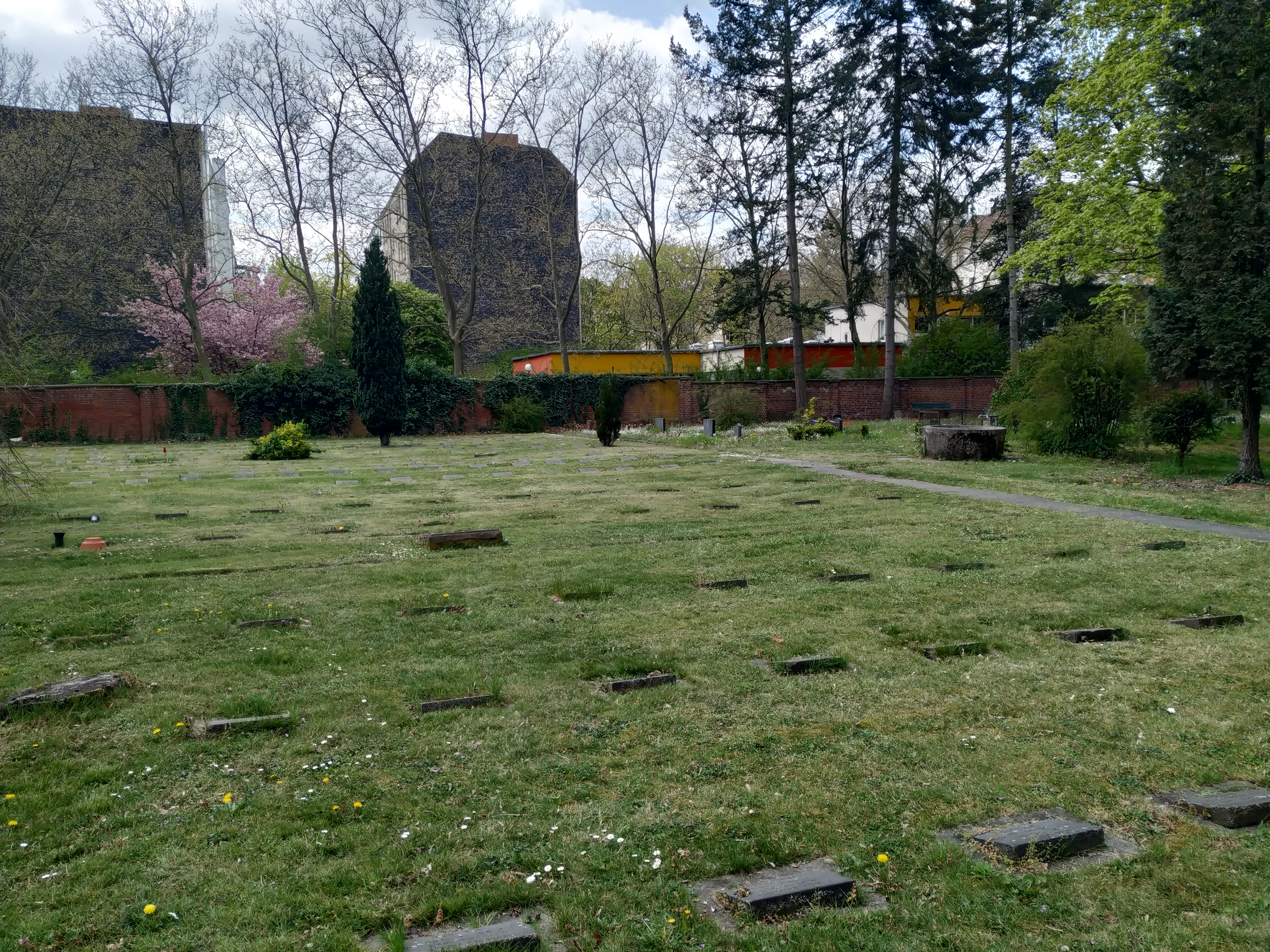
Ehrenhain für Opfer von Krieg und Gewalt
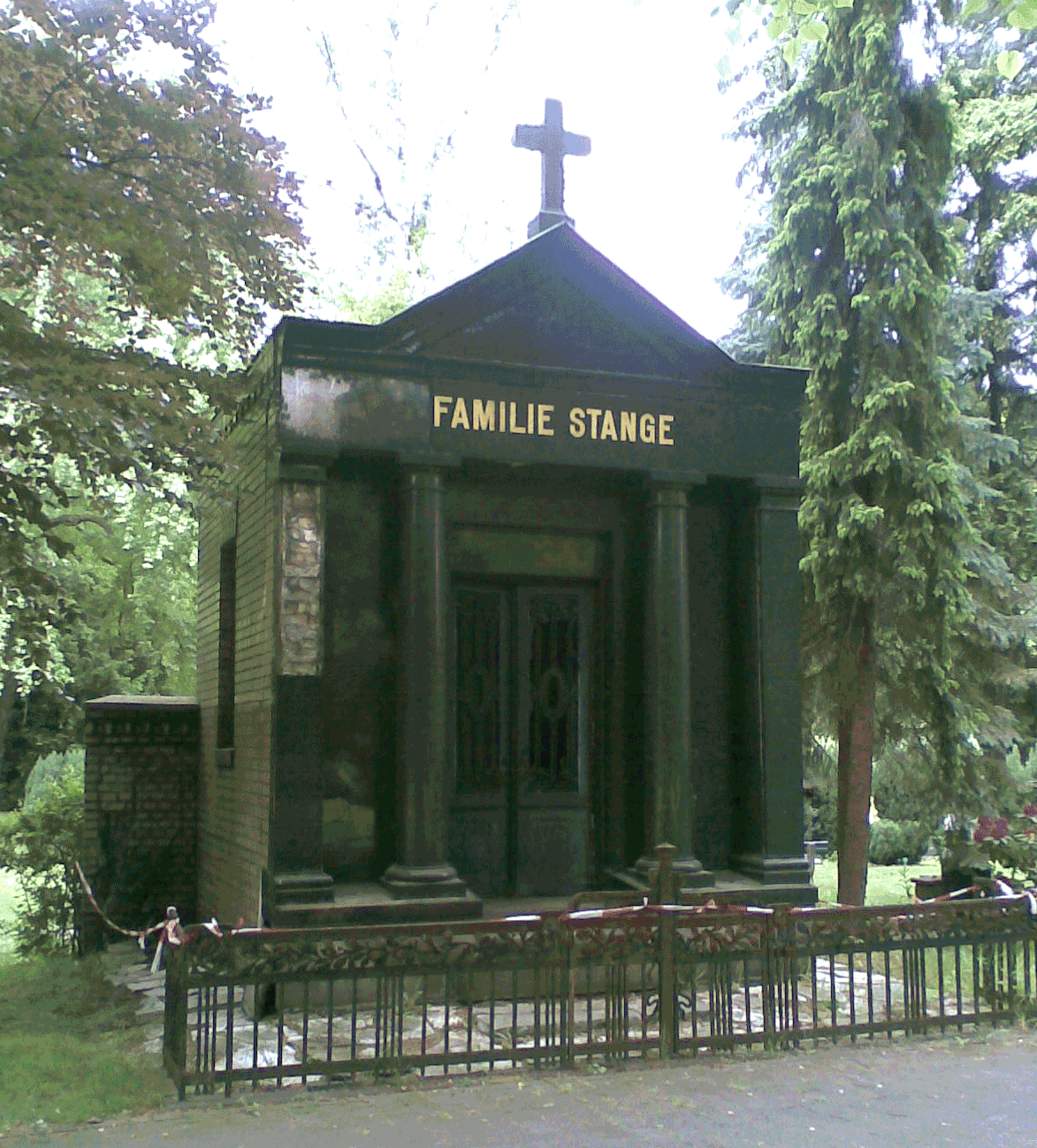
Die wegen der Niederlegung der Zwischenmauer alleinstehende Erbgrabanlage
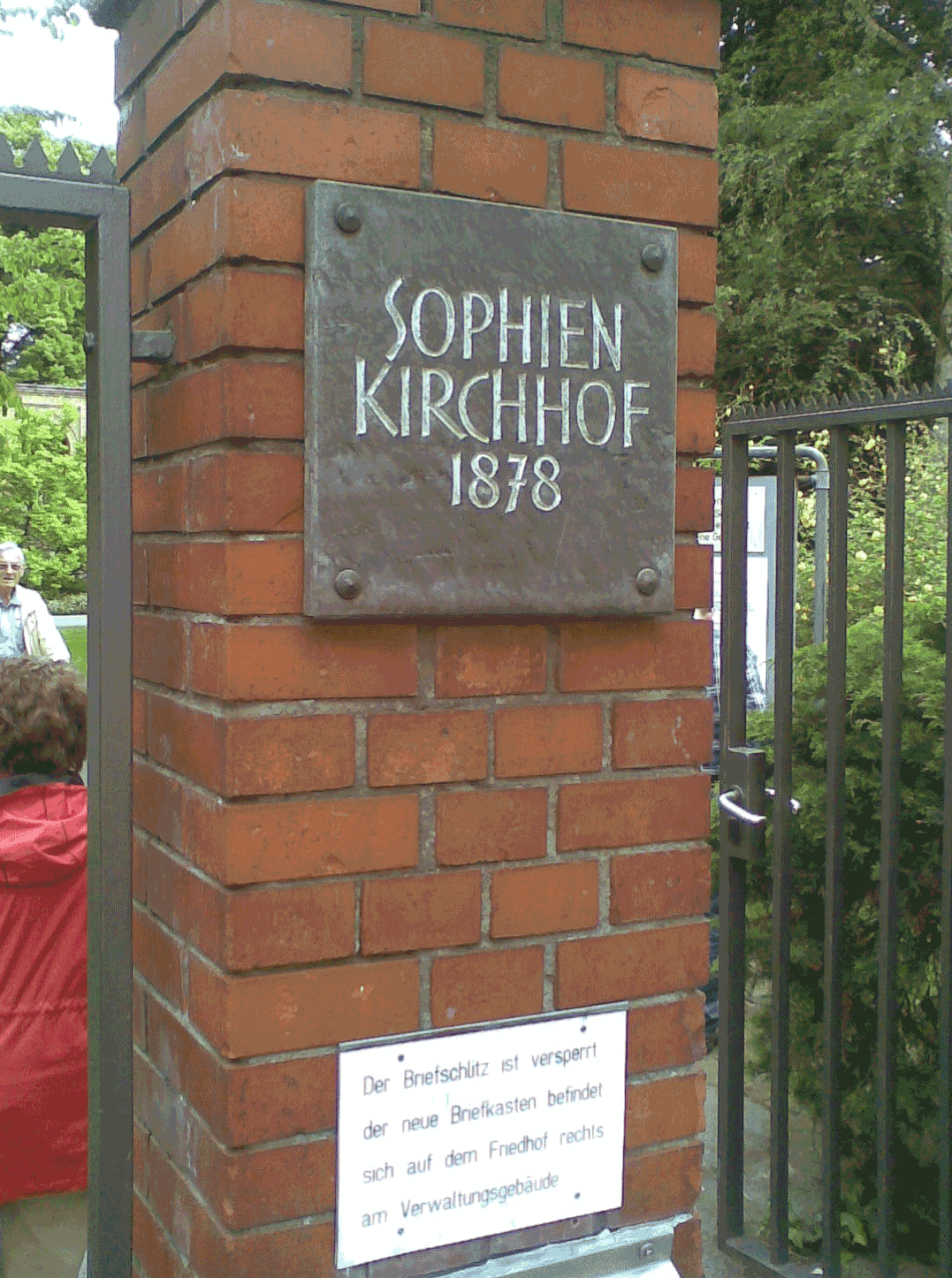
Eingang zum III. Sophienfriedhof in Gesundbrunnen an der Freienwalder Straße
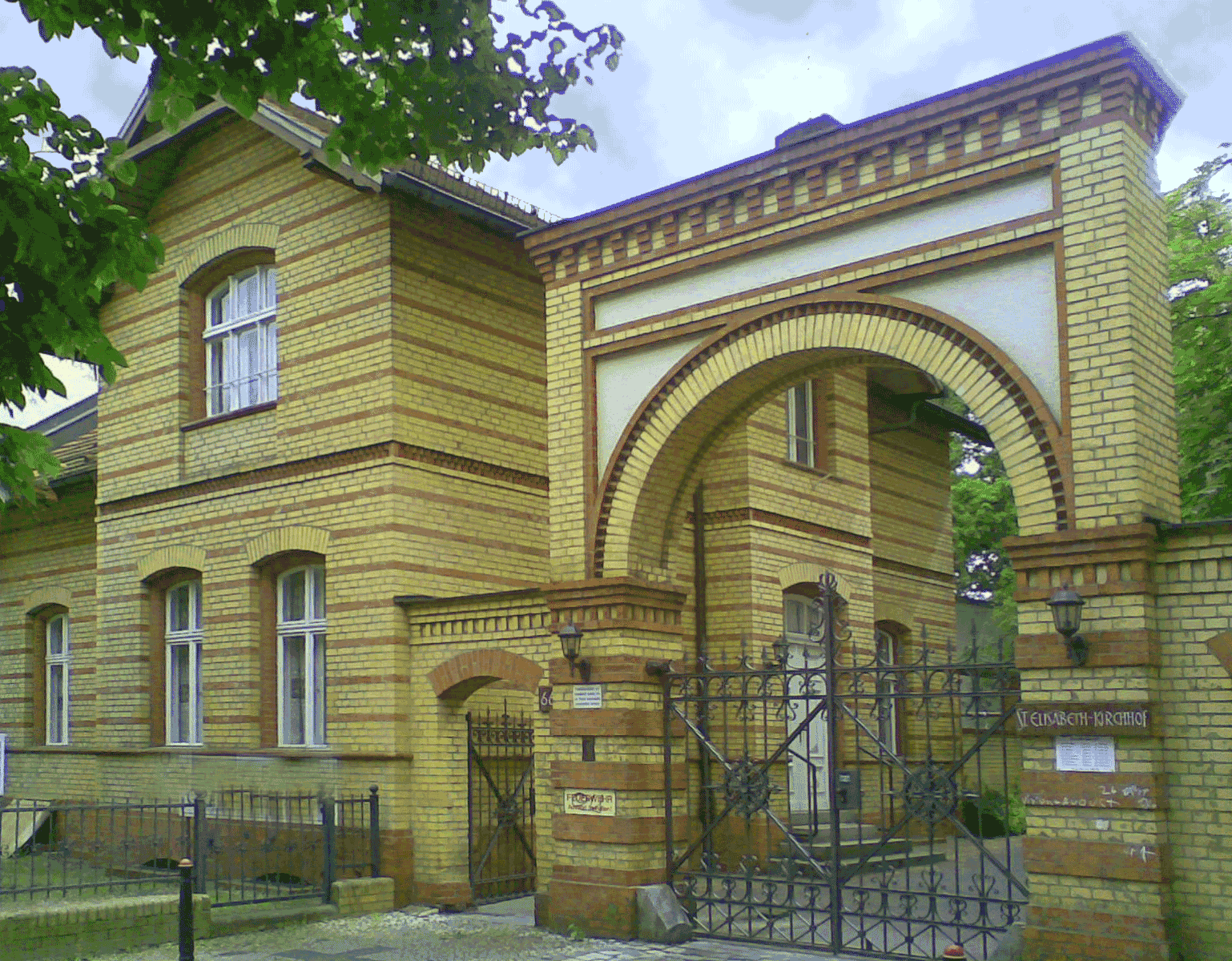
Der Eingang auf den Friedhof II der evangelischen Elisabeth-Gemeinde
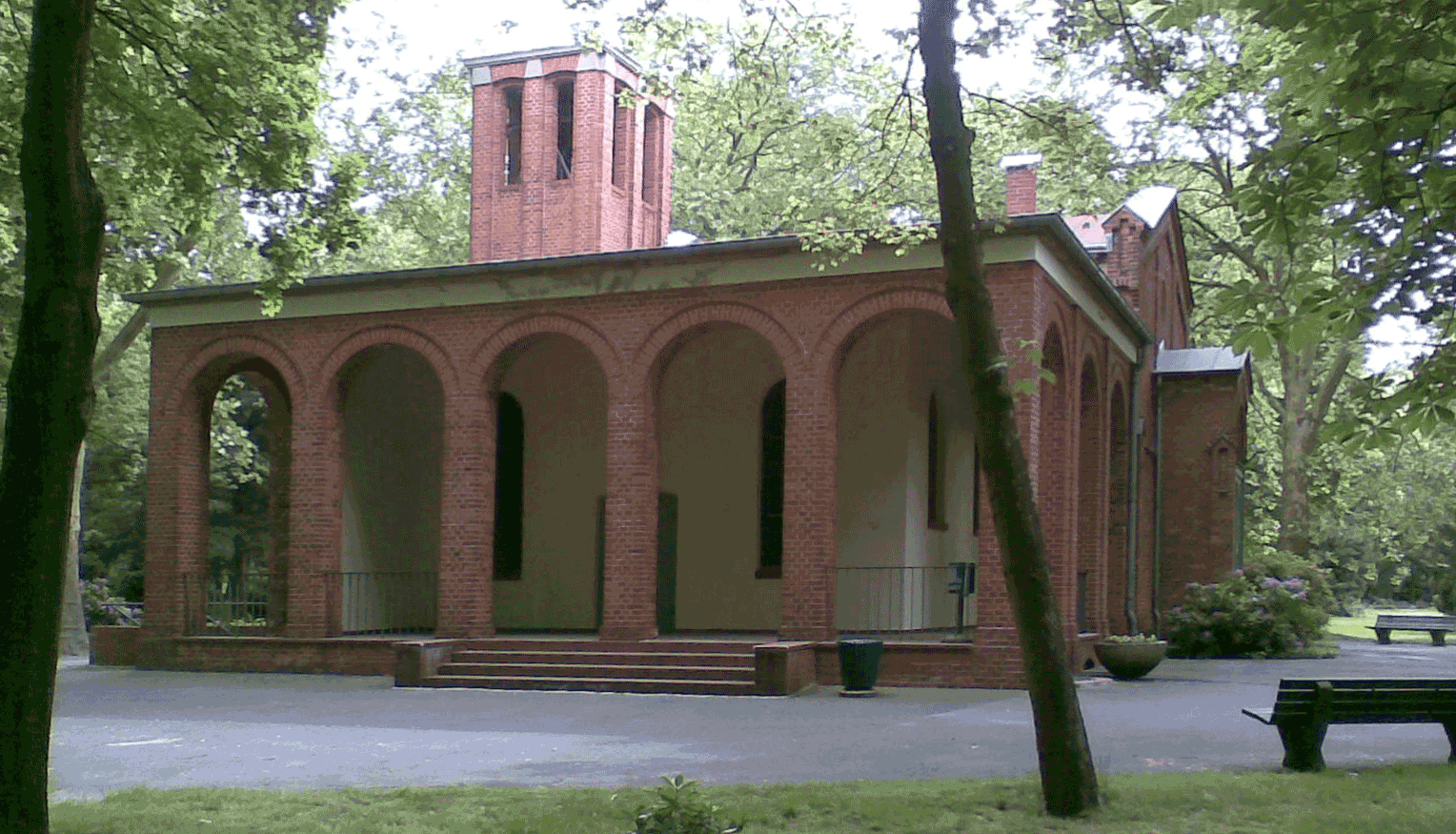
Feierhalle des Elisabethfriedhofs II mit Glockenturm

## Gräber bekannter Persönlichkeiten
Die Grabstätten des im 19. Jahrhundert berühmten Liebespaars Stieglitz befanden sich auf dem aufgelassenen zweiten Friedhof. Charlotte Stieglitz fühlte sich an der Schreibhemmung ihres Gatten Heinrich Wilhelm Stieglitz mitschuldig und erdolchte sich, um ihn wieder zum Schreiben zu inspirieren. Diese traurig-romantische Geschichte wurde über Jahrzehnte in Gedichten und Feuilletons weiter getragen. Ergriffene Leser suchten die Gräber und mussten erfahren, dass die Kirche für schnöden Mammon den „ursprünglichen“ II. Sophien-Friedhof verkauft hatte. Die Kirchgemeinde hatte die Grabstätte der Selbstmörderin und des (getauften) Juden nicht in den neuen Friedhof II umgesetzt, wohl um damit die Erinnerung verblassen zu lassen. Die Kenntnis dieser Liebesgeschichte ist allerdings bis in die Jetztzeit erhalten geblieben.
(*) = Ehrengrab des Landes Berlin
- Wilhelm Friedrich Ernst Bach (1759–1845), Komponist, letzter Enkel von Johann Sebastian Bach, Grablage: IX-5-45/46 (von 1994 bis 2015 „Ehrengrab des Landes Berlin“)
- Arndt Bause (1936–2003), Komponist, Grablage: X-5-22a
- Carl Bechstein* (1826–1900), Klavierbauer und Begründer der berühmten Pianoforte-Fabrik C. Bechstein, Grablage: IX-1-1
- Edwin Bechstein (1859–1934), Klavierproduzent, Sohn von Carl Bechstein, Anhänger Hitlers (Grab nicht erhalten)
- Hans-Jürgen Beerfeltz  (1951–2016), Politiker (FDP), Bundesgeschäftsführer der FDP und Staatssekretär im Bundesministerium für wirtschaftliche Zusammenarbeit und Entwicklung
- Ernst Böhme (1871–1901), Theologe
- Siegfried Wilhelm Dehn (1799–1858), Musiktheoretiker (Grab nicht erhalten)
- Ferdinand August Fischer (1805–1866), Bildhauer (Grab nicht erhalten)
- Albert Haack (1832–1906), Stadtrat und Ehrenbürger von Berlin (Grab nicht erhalten, trotzdem bis 2005 „Ehrengrab des Landes Berlin“)
- James Hobrecht (1825–1902), Stadtbaurat, Hobrecht-Plan zur Abwasserregulierung, Grablage: I-V-14/16 (Grab nicht erhalten)
- Rudolf Höffner (1847–1925), Möbelfabrikant, Möbel Höffner, Grablage: I-19/20-23 bis 28
- Eberhard Holtz (1956–2016), Mittelalterhistoriker
- Theodor Hosemann (1807–1875), Genremaler, Illustrator und Karikaturist, Grablage: VIII-25-35 (von 1992 bis 2015 „Ehrengrab des Landes Berlin“)
- Johann Erdmann Hummel (1769–1852), Maler (Grab nicht erhalten)
- Manfred Kiedorf (1936–2015), Bühnenbildner, Zeichner und Miniaturist, Grablage: I-13-13
- Walter Kollo* (1878–1940), komponierte 30 Operetten, so Drei alte Schachteln, und Schlager, Grablage: IX-1-40+41
- Else Kolshorn (1873–1962), Gewerkschafterin und Mitbegründerin des Verbandes der deutschen Reichspost- und Telegraphenbeamtinnen
- Albert Lortzing* (1801–1851), Opernkomponist (Zar und Zimmermann, Der Wildschütz), Grablage: IX-6-46+47
- Rosina Regina Lortzing, geb. Ahles (1799–1854), Schauspielerin, Ehefrau von Albert Lortzing (Grab nicht erhalten)
- Eduard Maetzner (1805–1892), Philologe, Direktor des Luisen-Gymnasiums (Grab nicht erhalten)
- Ilse Malena († 1939), Opernsängerin, nach Ende der Bühnenkarriere Fürsorge für notleidende Musiker, Grablage: I-21-3 (Grab nicht erhalten)
- Carl Mampe (1857–1899), Spirituosen- und Likörfabrikant, „Mampe Halb und Halb“, Grablage: I-1-29
- Arnold Marggraff, Stadtrat und Ehrenbürger Berlins, trieb zusammen mit Rudolf Virchow den Bau der Berliner Kanalisation voran (Grab nicht erhalten, trotzdem bis 2005 „Ehrengrab des Landes Berlin“)
- Heinz Matloch, Artistenname Hanno Coldam (1932–1992), Dompteur (Grab nicht erhalten)
- Theodor Oesten (1813–1870), Klavierlehrer, Komponist (Grab nicht erhalten)
- Emil Riemer (1875–1965), bekannt als „Strohhut-Emil“, Artist und Berliner Original, Grablage: I-10-3
- Constantin Starck (1866–1939), Bildhauer
- Johanna Stegen*, verheiratete Hindersin (1793–1842), das „Heldenmädchen von Lüneburg“, Porträtrelief von Albert Moritz Wolff, Grablage: VIII-5-23+24
- Heinrich Wilhelm Stieglitz (1801–1849), Philologe, Lyriker (Grab nicht erhalten)
- Max Stirner*, eigentlich Johann Caspar Schmidt (1806–1856), Philosoph (Der Einzige und sein Eigentum), Grablage: V-8-53
- Adolf Streckfuß (1823–1895), Schriftsteller, Grablage: V-4-73
- Karl Streckfuß (1778/1779–1844), Schriftsteller, Übersetzer und Jurist, Vater von Adolf Streckfuß (Grab nicht erhalten, trotzdem bis 2005 „Ehrengrab des Landes Berlin“)
- Wolfgang Ullmann (1929–2004), Kirchenhistoriker, DDR-Bürgerrechtler, Politiker
- Karl Vollrath (1857–1915), Journalist, Politiker (Grab nicht erhalten)
- Hermann Friedrich Waesemann* (1813–1879), Architekt, Erbauer des Berliner Rathauses (sog. Rotes Rathaus), Porträtmedaillon von Otto Geyer, Grablage: III-1-18+19
- Johann Gottfried Wetzstein (1815–1905), Orientalist, Diplomat
- Adolf Zander (1843–1914), Königlicher Musikdirektor, Grablage: X-26-22
- Wolfgang Schnur (1944 - 2016), Rechtsanwalt und Politiker in der ehemaligen DDR